# Listă de plante medicinale - L

A - Ă - Â - B - C - D - E - F - G - H - I - Î - J - K - L - M - N - O - P - Q - R - S - Ș - T - Ț - U - V - X - Y - Z
| Plantă                | Denumire latină        | Proprietăți vindecătoare |
| Lotus                 | Nymphaea caerulea      |                          |
| --------------------- | ---------------------- | ------------------------ |
| Lăcrimioară           | Convallaria majalis    |                          |
| Lemn dulce            | Glycyrrhiza glabra     |                          |
| Levănțică             | Lavandula angustifolia |                          |
| Limba mielului        | Borago officinalis     |                          |
| Lumânărica pământului | Gentiana asclepiadea   |                          |
| Lumânărică            | Verbascum thapsus      |                          |

1. ↑  „Lotus”.